# Dovania poecila
Dovania poecila là một loài bướm đêm thuộc họ Sphingidae. Loài này có ở forests (usually above 4,000 foot) ở Kenya, Uganda, Rwanda, Burundi, Tanzania và Malawi.
Chiều dài cánh trước khoảng 30–35 mm. 